# Ro.Go.Pa.G.
Ro.Go.Pa.G. – włosko-francuski film nowelowy z 1963 roku. Jego tytuł pochodzi od pierwszych liter nazwisk reżyserów (Roberto Rossellini, Jean-Luc Godard, Pier Paolo Pasolini, Ugo Gregoretti).

## Fabuła
Na treść filmu składają się cztery następujące nowele:

### Czystość
Nowela Roberta Rosseliniego jest historią stewardesy. Podrywa ją amerykański turysta, a bohaterce brakuje asertywności.
Członkowie obsady:
- Rosanna Schiaffino − Anna Maria
- Bruce Balaban − Joe
- Maria Pia Schiaffino − Stewardesa

### Nowy świat
Nowela Jean-Luca Godarda toczy się w świecie po atomowej zagładzie. Jedynymi ocalałymi jest para francuskich kochanków. Ona jest napromieniowana i traci zdolność logicznego myślenia. On, który miał szczęście, zapisuje to, co się dzieje i co widzi.
Członkowie obsady:
- Jean-Marc Bory − Mąż
- Alexandra Stewart − Alexandra

### Twaróg
Najgłośniejsza nowela z całego cyklu, wyreżyserowana przez Piera Paola Pasoliniego. Włoski reżyser postanawia nakręcić film o Chrystusie, który umiera na ołtarzu hipermarketu.
Członkowie obsady:
- Orson Welles − Reżyser
- Mario Cipriani − Stracci/Dobry złodziej
- Laura Betti − Diva
- Edmonda Aldini − Kolejna diva
- Ettore Garofolo − Anioł

### Kurczak grzebiący
Nowela kończąca cały cykl w reżyserii Ugo Gregorettiego. Opowieść o przeciętnej rodzinie padającej ofiarą współczesnego, konsumpcyjnego stylu życia, w którym człowiek jest tylko maszyną.
Członkowie obsady:
- Ugo Tognazzi − Togni
- Lisa Gastoni − Żona Togniego
- Ricky Tognazzi − Syn
- Antonella Taito - Córka